# Sposalizio della Vergine (Campin)
Lo Sposalizio della Vergine è un dipinto del pittore fiammingo Robert Campin realizzato circa nel 1420-1430 e conservato al Museo del Prado a Madrid in Spagna.

## Storia
Il dipinto mescola l'esotismo del gotico internazionale e il naturalismo dei fiamminghi, è stata per qualche tempo attribuita a Rogier van der Weyden. 
Arrivò al Monastero dell'Escorial nel 1584 e fu trasferito al Museo del Prado nel 1839.

## Descrizione
L'opera, simile all'Annunciazione dello stesso pittore, anch'essa del Museo del Prado, presenta due scenari, uno gotico in primo piano e uno romanico dietro e a sinistra.
In uno spazio circolare coperto da una cupola, è rappresentato il miracolo della verga fiorita con cui Giuseppe fu scelto per sposare Maria. 
La decorazione di questo edificio, le vetrate, i capitelli e i timpani, mostrano scene dell'Antico Testamento che anticipano o annunciano episodi del Nuovo Testamento, come il sacrificio di Isacco il quale prefigura la Redenzione di Cristo e che può essere visto anche nel'Annunciazione. 
Nel portico gotico è rappresentato lo Sposalizio della Vergine con e Giuseppe che annuncia l'arrivo della Nuova Era. 
Nel retro del Sposalizio della Vergine le figure di Santa Chiara e San Giacomo il Maggiore (in Galleria) sono dipinte insieme dallo stesso autore, in modo grigio e scultoreo.

## Galleria d'immagini

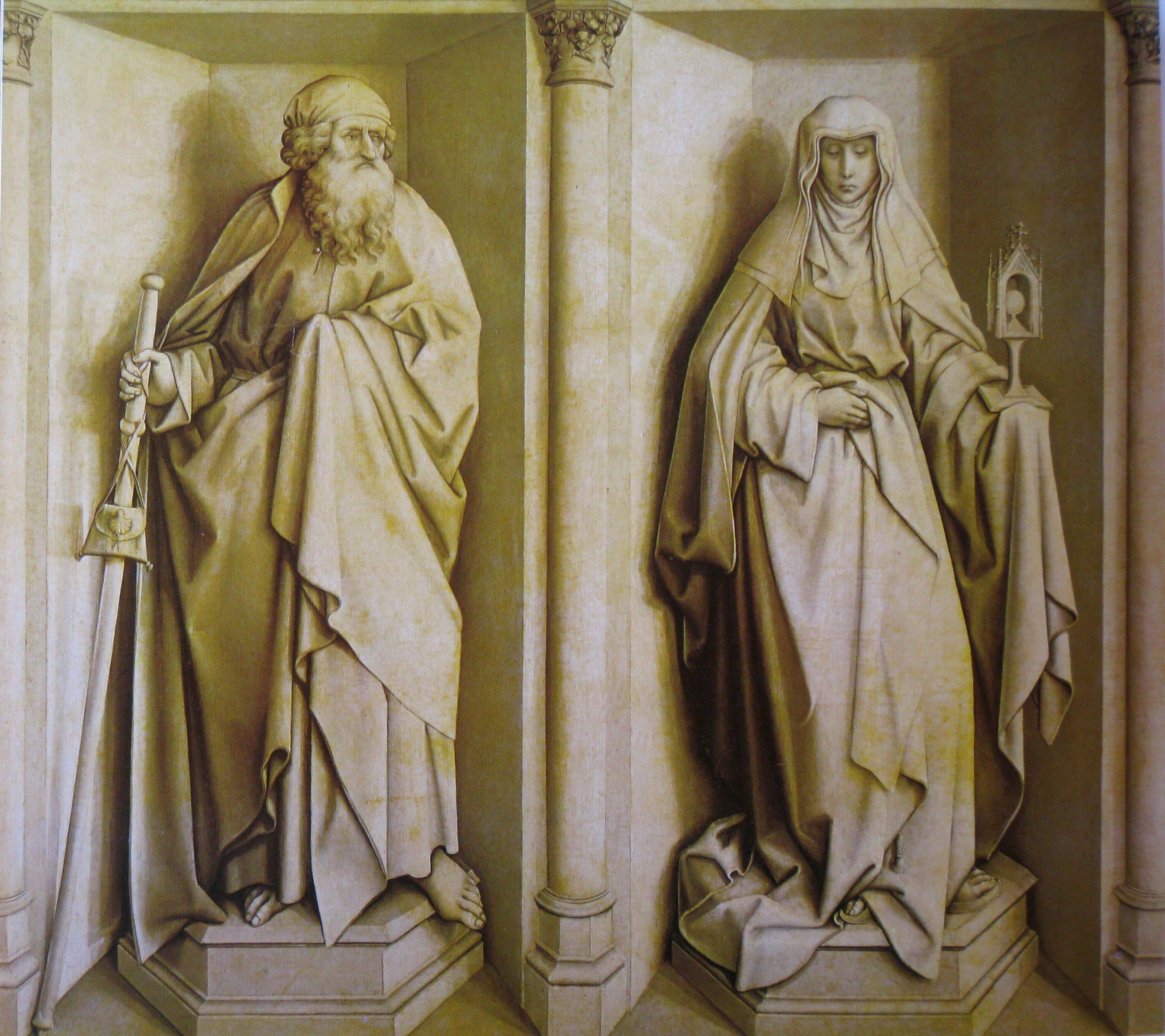
San Giacomo e Santa Chiara, Robert Campin, Museo del Prado. Lo Sposalizio della Vergine al rovescio
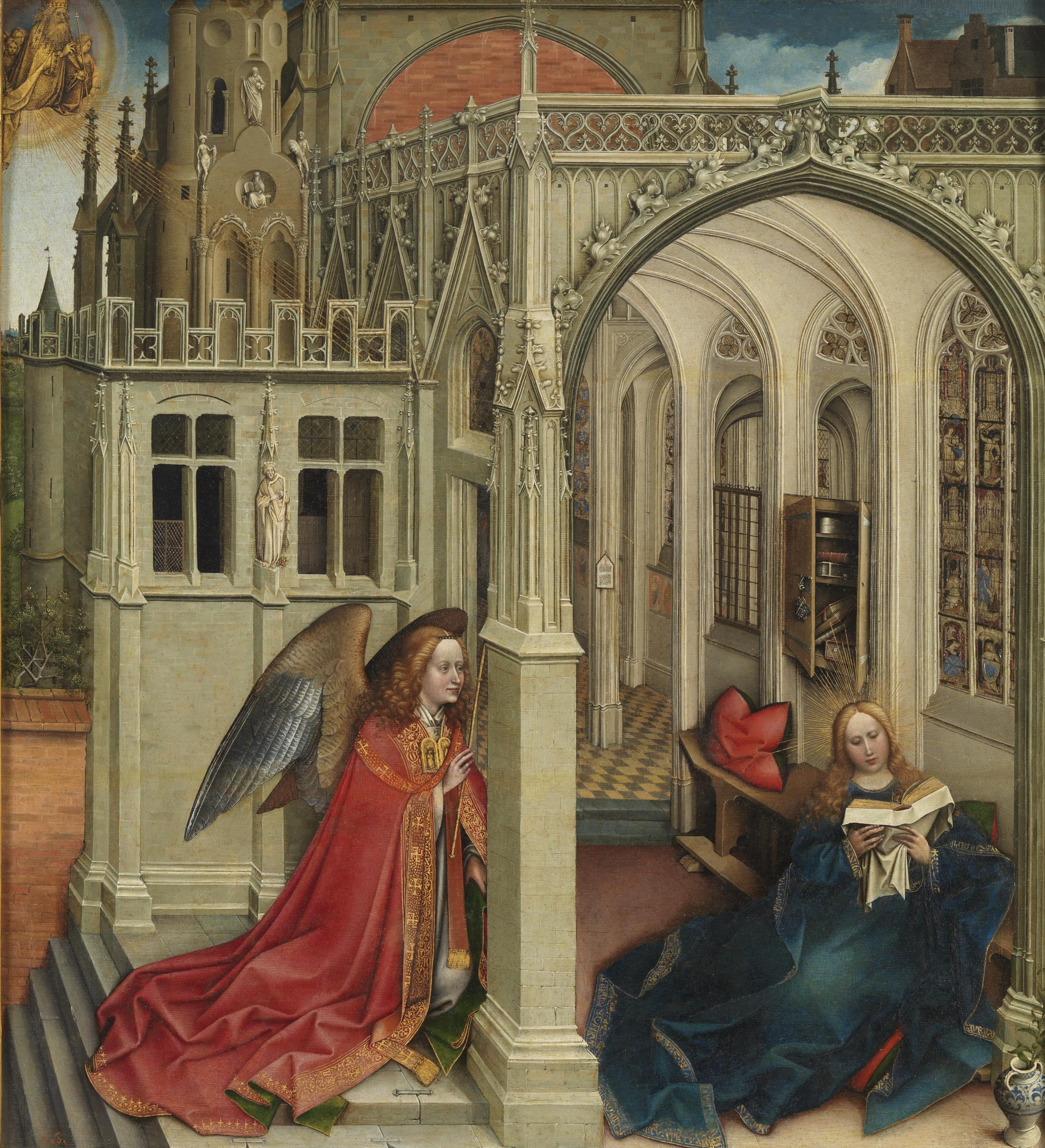
L'Annunciazione, Robert Campin, Museo del Prado